# Royale Union Limbourg FC

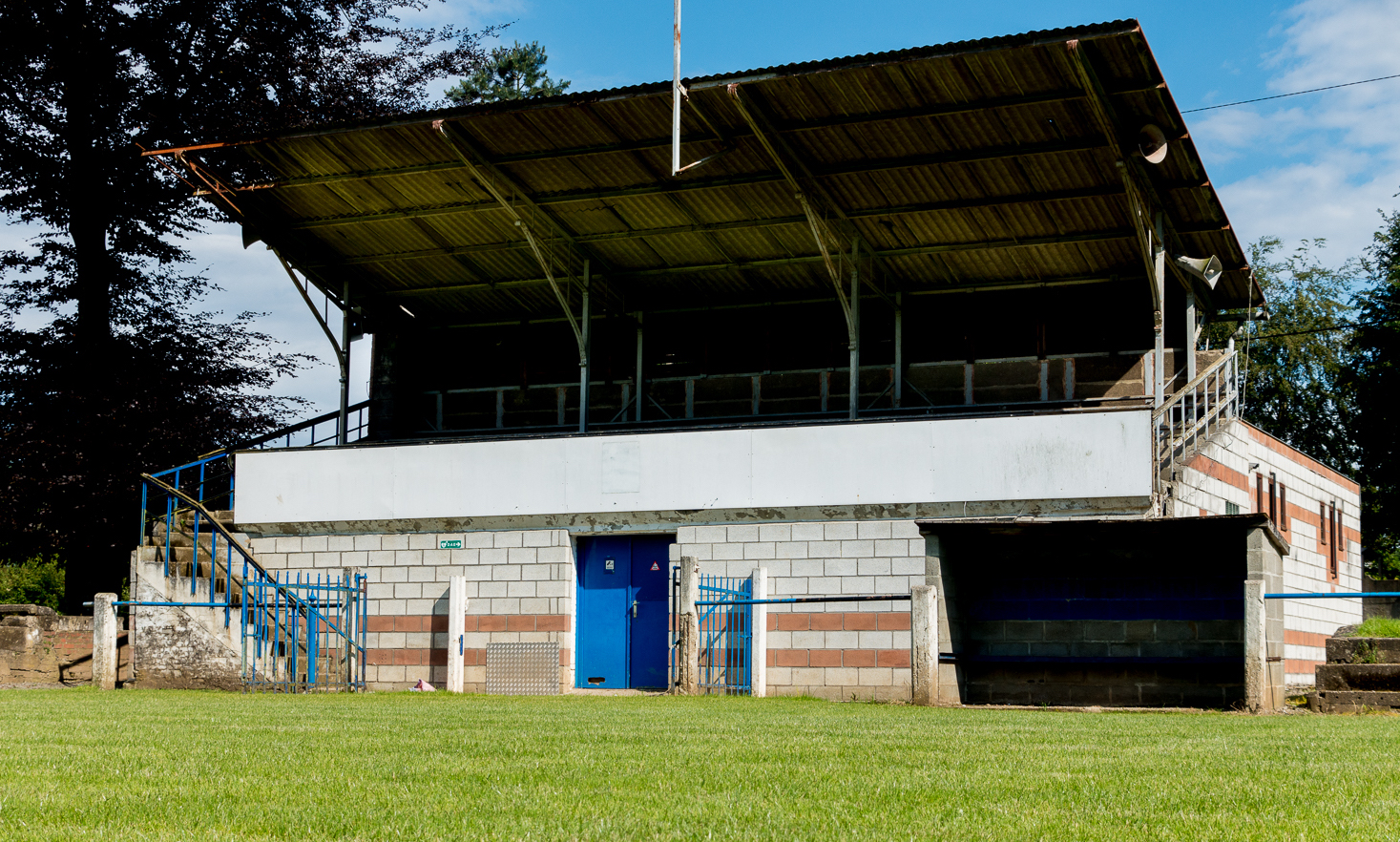
Het Stade Lambert Fourir, gefotografeerd in 2016.

Royale Union Limbourg FC is een Belgische voetbalclub uit Dolhain. De club werd in 2014 opgericht na een fusie tussen Royal Dolhain FC en FC Union Espagnolle de Dolhain. De club draagt stamnummer 9 en speelt in rood-blauw-zwart.

## Geschiedenis
In 2014 fusioneerden Royal Dolhain FC met stamnummer 9 en FC Union Espagnolle de Dolhain, dat bij de KBVB was aangesloten met stamnummer 9414. Beide clubs waren actief in vierde provinciale. De fusieclub werd Royale Union Limbourg FC genoemd en speelde verder met stamnummer 9 van Dolhain FC. In 2017 promoveerde de club voor het eerst in zijn bestaan naar derde provinciale.

## Resultaten
| Seizoen | Klasse | Klasse | Klasse | Klasse | Klasse | Klasse | Klasse | Klasse | Klasse | Reeks               | Punten | Opmerkingen                                       |
|         | 1A     | 1B     | 1Am    | 2Am    | 3Am    | P.I    | P.II   | P.III  | P.IV   |                     |        |                                                   |
| ------- | ------ | ------ | ------ | ------ | ------ | ------ | ------ | ------ | ------ | ------------------- | ------ | ------------------------------------------------- |
| 2015/16 |        |        |        |        |        |        |        |        | 2      | Vierde Prov. Luik   | 54     |                                                   |
| 2016/17 |        |        |        |        |        |        |        |        | 1      | Vierde Prov. Luik   | 64     |                                                   |
| 2017/18 |        |        |        |        |        |        |        | 13     |        | Derde Prov. Luik    | 28     |                                                   |
| 2018/19 |        |        |        |        |        |        |        | 16     |        | Derde Prov. Luik    | 18     |                                                   |
| 2019/20 |        |        |        |        |        |        |        |        | 7      | Vierde Prov. Luik   | 38     | Competitie stopgezet na speeldag 23 door COVID-19 |
| 2020/21 |        |        |        |        |        |        |        |        | -      | Vierde Prov. Luik   | -      | Competitie stopgezet na speeldag 6 door COVID-19  |
| 2021/22 |        |        |        |        |        |        |        |        | 6      | Vierde Prov. Luik   | 44     |                                                   |
| 2022/23 |        |        |        |        |        |        |        |        | ?      | Vierde Prov. Luik   | ?      |                                                   |
| 2023/24 |        |        |        |        |        |        |        |        | 2      | Vierde Prov. Luik G | 69     |                                                   |
| 2024/25 |        |        |        |        |        |        |        |        | 1      | Vierde Prov. Luik E | 77     | Kampioen                                          |
| 2025/26 |        |        |        |        |        |        |        |        |        | Derde Prov. Luik D  |        |                                                   |